# Adam Ramstedt
Adam Ramstedt (Södertälje, 24 luglio 1995) è un cestista svedese.

## Palmarès
- Campionato svedese: 5

Södertälje: 2015-16, 2018-19
Norrkoping: 2020-21, 2022-23, 2023-24